# Sverepec
Sverepec (ungarisch Lejtős – bis 1907 Szverepec) ist ein Ort und eine Gemeinde im Okres Považská Bystrica des Trenčiansky kraj im Nordwesten der Slowakei. Am 31. Dezember 2024 waren in der Gemeinde 1404 Einwohner zu verzeichnen.

## Geographie
Die Gemeinde liegt im Považské podolie im weiteren Waagtal am Zusammenfluss mehrerer Bäche, unterhalb des Gebirges Strážovské vrchy, das sich im Süden erhebt. Sverepec ist fünf Kilometer von Považská Bystrica und 38 Kilometer von der Regionalhauptstadt Trenčín entfernt.

## Geschichte
Auf dem Gemeindegebiet befand sich im 9. und 10. Jahrhundert eine slawische Siedlung. Der Ort wurde zum ersten Mal 1321 (andere Angaben 1327) schriftlich als Sverepecz erwähnt und gehörte zu den niederen Edelmansfamilien Viszolaj, Szunyogh und Podmanicky und dem Herrschaftsgut von Waagbistritz. Beim Ort befanden sich in der Vergangenheit zwei Gruben, eine für Sandgewinnung und die zweite für die Förderung des Granits.
1981–1990 war die Gemeinde ein Teil der Stadt Považská Bystrica.

## Bevölkerung
| Jahr                | 1994 | 2004    | 2014     | 2024     |
| ------------------- | ---- | ------- | -------- | -------- |
| Anzahl der Personen | 1064 | 1102    | 1237     | 1404     |
| Unterschied         |      | +3,57 % | +12,25 % | +13,50 % |

| Jahr                | 2023 | 2024    |
| ------------------- | ---- | ------- |
| Anzahl der Personen | 1376 | 1404    |
| Unterschied         |      | +2,03 % |

## Sonstiges
Bei Sverepec, hinter der Autobahn befindet sich ein großes Motocross-Areal.